# Adaptations télévisuelles de romances
Cet article présente une liste d'adaptations télévisuelles de romances.

## Séries
- La Chronique des Bridgerton

## Téléfilms

### Productions diverses
- French Silk (en), réalisé en 1994 par Noel Nosseck et interprété par Susan Lucci, Lee Horsley et Shari Belafonte. Il s'agit de l'adaptation du roman éponyme de Sandra Brown.
- Les Passions oubliées (en), réalisé en 1988 par Don Sharp et interprété par Sharon Stone, Christopher Cazenove et Leigh Lawson. Il s'agit de l'adaptation du roman Tears in the Rain de Pamela Wallace.
- L'Inconnu de Florence (Love with the Perfect Stranger), réalisé en 1986 par Desmond Davis et interprété par Marilu Henner et Daniel Massey. Il s'agit de l'adaptation du roman Love with a Perfect Stranger de Pamela Wallace.
- À l'ombre des souvenirs (Straight from the Heart), réalisé en 2003 par David S. Cass Sr. et interprété par Teri Polo, Andrew McCarthy et Greg Evigan. Il s'agit de l'adaptation du roman de Pamela Wallace, Lune bleue, lune d'amour (Straight from the heart).
- Les Chassés-croisés de Noël (Trading Christmas), réalisé en 2011 par Michael Scott et interprété par Gil Bellows et Faith Ford. Il s'agit de l'adaptation du roman de Debbie Macomber (en), Trading Christmas.
- Le bonheur en cadeau (Mrs. Miracle), réalisé en 2009 par Michael Scott et interprété par Doris Roberts, James Van Der Beek et Erin Karpluk. Il s'agit de l'adaptation du roman de Debbie Macomber, Mrs. Miracle
- Miracle à Manhattan (Call Me Mrs. Miracle), réalisé en 2010 par Michael Scott et interprété par Doris Roberts, Jewel Staite et Eric Johnson. Il s'agit de l'adaptation du roman de Debbie Macomber, Call Me Mrs. Miracle, suite du précédent.
- Un nouveau départ (Last Chance Café), réalisé en 2006 par Jorge Montesi et interprété par Kevin Sorbo, Kate Vernon et Jessica Amlee. Il s'agit de l'adaptation du roman de Linda Lael Miller (en), Un refuge au cœur de l'ouest.
- Leopard in the Snow, réalisé en 1978 par Gerry O'Hara et interprété par Keir Dullea, Susan Penhaligon et Kenneth More. Il s'agit de l'adaptation du roman de Anne Mather, Dans l'antre du fauve.
- Un mystérieux étranger (The Outsider), réalisé en 2002 par Randa Haines et interprété par Tim Daly, Naomi Watts et Keith Carradine. Il s'agit de l'adaptation du roman de Penelope Williamson (en), L'homme qui venait de nulle part.
- Trois oncles et une fée ( Christmas with Holly), réalisé en 2012 par Allan Arkush et interprété par Sean Faris et Eloise Mumford. Il s'agit de l'adaptation du roman de Lisa Kleypas, Nuit de Noël à Friday harbor (en)[1].
- Marions-les pour Noël ( Marry Me at Christmas), réalisé en 2017 par Terry Ingram et interprété par Rachel Skarsten, Trevor Donovan et Emily Tennant. Il s'agit de l'adaptation du roman éponyme de Susan Mallery.
- Si Dieu le veut (The Fulfillment of Mary Gray, réalisé en 1989 par Piers Haggard et interprété par Cheryl Ladd, Ted Levine et Lewis Smith. Il s'agit de l'adaptation du roman de LaVyrle Spencer, The Fulfillment.
- Une erreur de jeunesse (Home Song), réalisé en 1996 et interprété par Lee Horsley, Polly Draper et Deborah Raffin. Il s'agit de l'adaptation du roman de LaVyrle Spencer, Le bonheur éclaté.
- Family Blessings, réalisé en 1998 et interprété par Lynda Carter, Steven Eckholdt  et Pam Grier. Il s'agit de l'adaptation du roman de LaVyrle Spencer, Passion interdite .
- La Dame de la colline (Morning glory), réalisé en 1993 par Steven Hilliard Stern et interprété par Deborah Raffin, Christopher Reeve. Il s'agit de l'adaptation du roman À la recherche du bonheur de LaVyrle Spencer.

### Productions Harlequin
- La légende des amants maudits (Dreams lost, dreams found), réalisé en 1987 par Willi Patterson et interprété par Kathleen Quinlan et David Robb. Il s'agit de l'adaptation du roman éponyme de Pamela Wallace, Dreams lost, dreams found.
- Clair comme le cristal (The waiting game), réalisé en 2001 par Vic Sarin et interprété par Chris Potter, Chandra West et Paula Abdul. Il s'agit de l'adaptation du roman éponyme de Jayne Ann Krentz[2].
- Le mystère Borodine (Broken lullaby), réalisé en 1994 par Michael Kennedy et interprété par Olivier Tobias, Mel Harris et Rob Stewart. Il s'agit de l'adaptation du roman de Laurel Pace[2]
- Un témoin inattendu (Recipe for revenge), réalisé en 1998 par Stacy Stewart Curtis et interprété par Kim Huffman, Alex Carter et Corbin Bernsen. Il s'agit de l'adaptation du roman de Kristin Gabriel, Bullets over boise[2].
- La force d'aimer ou Chasse à cœur (Awakening), réalisé en 1995 par George Bloomfield et interprété par Cynthia Geary, David Beecroft et David Ferry. Il s'agit de l'adaptation du roman de Patricia Coughlin, The awakening[2].
- En quête de vérité (Loving Evangeline), réalisé en 1998 par Timothy Bond et interprété par Eugene Robert Glazer, Kelly Rowan et Nick Mancuso. Il s'agit de l'adaptation du roman Loveling Evangeline de Linda Howard[2].
- Sur le coup de minuit (At the midnight hour), réalisé en 1995 par Charles Jarrott et interprété par Cynthia Dale, Simon MacCorkindale et Patsy Kensit. Il s'agit de l'adaptation du roman éponyme de Lisa Gardner[2].
- Les Armes de la passion (Treacherous beauties), réalisé en 1994 par Charles Jarrott et interprété par Emma Samms, Bruce Greenwood, Tippi Hedren et Catherine Oxenberg. Il s'agit de l'adaptation du roman éponyme de Cheryl Emerson[2].
- Amoureux d'une ombre ou Trop belle pour mourir (Hard to forget), réalisé en 1998 par Vic Sarin et interprété par Polly Shannon et Tim Dutton. Il s'agit de l'adaptation du roman de Evelyn Crowe[2].
- Another woman, réalisé en 1994 par Alan Smythe et interprété par Justine Bateman et Peter Outerbridge. Il s'agit de l'adaptation du roman de Margot Dalton[2].
- Un amour inattendu ou Les vignobles de la passion (Diamond girl), réalisé en 1998 par Timothy Bond et interprété par Joely Collins et Jonathan Cake. Il s'agit de l'adaptation du roman de Diana Palmer, Un amour inattendu, publié par Harlequin, coll. « Duo »[2].
- Le mariage à tout prix ou Si près du cœur (This matter of marriage), réalisé en 1998 par Brad Turner et interprété par Leslie Hope et Sherry Miller. Il s'agit de l'adaptation du roman éponyme de Debbie Macomber[2].
- La star aux deux visages (A change of place), réalisé en 1994 par Donna Deitch et interprété par Rick Springfield et Andrea Roth. Il s'agit de l'adaptation du roman de Tracy Sinclair[2].

### Barbara Cartland
- Les Hasards de l'amour (A Hazard of Hearts), réalisé en 1987 par John Hough et interprété par Marcus Gilbert et Helena Bonham Carter. Il s'agit de l'adaptation du roman Serena ou le hasard des cœurs.

### Nora Roberts
- Magic Moments[N 1], réalisé en 1989 par Lawrence Gordon Clark et interprété par John Shea, Jenny Seagrove et Paul Freeman. Il s'agit de l'adaptation du roman (This magic moment)[3].
- L'ultime refuge (Sanctuary), réalisé en 2001 par Katt Shea et interprété par Melissa Gilbert, Costas Mandylor, Leslie Hope et Kathy Baker. Il s'agit de l'adaptation du roman éponyme.
- Les Flammes du passé (Blue smoke), réalisé en 2007 par David Carson et interprété par Scott Bakula, Matthew Settle, Alicia Witt et Talia Shire. Il s'agit de l'adaptation du roman Les feux de la vengeance.
- Captive du souvenir (Angels fall), réalisé en 2006 par Ralph Hemecker et interprété par Heather Locklear et Johnathon Schaech. Il s'agit de l'adaptation du roman Le refuge de l'ange.
- Trois sœurs dans le Montana (Montana sky), réalisé en 2007 par Mike Robe et interprété par John Corbett et Ashley Williams. Il s'agit de l'adaptation du roman Meurtres au Montana.
- Comme une ombre dans la nuit (Carolina Moon), réalisé en 2007 par Stephen Tolkin et interprété par Jacqueline Bisset, Claire Forlani et Oliver Hudson. Il s'agit de l'adaptation du roman éponyme.
- Mystère au Grand Nord (Northern Lights), réalisé en 2009 par Mike Robe et interprété par Eddie Cibrian, LeAnn Rimes, Gregg Lawson, et Rosanna Arquette. Il s'agit de l'adaptation du roman Les lumières du nord.
- Hantée par le passé (Tribute), réalisé en 2009 par Martha Coolidge et interprété par Brittany Murphy, Jason Lewis et Christian Oliver. Il s'agit de l'adaptation du roman La maison aux souvenirs.
- Coupable innocence (Carnal Innocence), réalisé en 2011 par Peter Markle et interprété par Gabrielle Anwar et Colin Egglesfield. Il s'agit de l'adaptation du roman éponyme.
- Un amour éternel (Midnight Bayou), réalisé en 2009 par Ralph Hemecker et interprété par Jerry O'Connell, Lauren Stamile et Faye Dunaway. Il s'agit de l'adaptation du roman Bayou.
- Sur le fil (High Noon), réalisé en 2009 par Peter Markle et interprété par Emilie de Ravin, Ivan Sergei et Cybill Shepherd. Il s'agit de l'adaptation du roman Si tu m'abandonnes.